# Avenida Vereador José Diniz
A Avenida Vereador José Diniz é uma avenida da cidade de São Paulo, localizada nos distritos de Santo Amaro e Campo Belo, na Zona Sul da cidade. Tem início na Avenida Adolfo Pinheiro e termina no Viaduto dos Bandeirantes, que passa por cima da avenida homônima e dá acesso à Avenida Ibirapuera, no distrito de Moema. Ela faz parte do Corredor Vereador José Diniz-Ibirapuera-Centro, inaugurado em 2008 e que liga a Zona Sul ao metrô Santa Cruz e ao centro pelo Corredor Norte-Sul, no trecho conhecido como Avenida 23 de Maio.
A via leva esse nome em homenagem a José de Oliveira Almeida Diniz (1909-1973), político que exerceu várias vezes o cargo de vereador na Câmara Municipal de São Paulo.
Antigamente chamada de Avenida Conselheiro Rodrigues Alves, a via teve seu nome alterado para a nomenclatura atual por meio do decreto Municipal nº 11.689 de 13 de janeiro de 1975.
Futuramente, ao lado da avenida estará localizada a estação Vereador José Diniz da Linha 17-Ouro do metrô, que teve sua entrega atrasada por cinco oportunidades (2016, 2017, 2019, 2020 e 2021) e atualmente tem previsão de inauguração no final de 2022.